# Masahudu Alhassan
Masahudu Alhassan (ur. 1 grudnia 1992 w Tarkwie) – piłkarz ghański grający na pozycji lewego obrońcy lub pomocnika.

## Kariera klubowa
Alhassan w młodym wieku wyemigrował do Włoch, gdzie rozpoczął swoją karierę piłkarską. Zaczął uczęszczać na treningi klubu Genoa CFC i w 2010 roku został zawodnikiem młodzieżowego zespołu Genoi Primavera, grającego w lidze młodzieżowej Campionato Nazionale Primavera. Zadebiutował w nim 11 grudnia 2010 w wygranym 2:1 meczu ze Sassuolo Primavera, w którym strzelił gola. W sierpniu 2013 trafił do beniaminka Serie B, US Latina Calcio. 31 lipca 2015 został wypożyczony do Perugii.

## Kariera reprezentacyjna
W reprezentacji Ghany Alhassan zadebiutował w 2011 roku. W tym samym roku zagrał z kadrą U-20 na Mistrzostwach Afryki U-20. W 2012 roku został powołany do kadry na Puchar Narodów Afryki 2012.